# Три идентична странца
Три идентична странца (енгл. Three Identical Strangers) је документарни филм из 2018. године. Филм прати животе три идентична близанца који су раздвојени одмах након рођења. Комбинујући доступне архивне документе, снимке и разговоре, редитељ Тим Вордл у филму приказује сусрет три брата, Едварда Галанда, Дејвида Келмана и Роберта Шафрана, у Њујорку 1980. године и њихове животе пре и после сазнања да су били део необјављеног научног истраживања о развоју идентичних близанаца у различитом социоекономском окружењу.

## Радња филма
Роберт Шафран открива да има идентичног близанца када стигне у студентско насеље у Њујорку, где бива поздрављан од стране студената и особља који га препознају као Едија Галанда. Њих двојица се убрзо срећу и закључују да су идентични близанци раздвојени убрзо након рођења. Овај догађај је привукао пажњу медија и након неколико месеци њихова прича стиже и до Дејвида Келмана. Дејвид примећује слагање околности у којима је и он сам усвојен са причом ова два брата и долази до закључка да је он трећи брат близанац.
Роберт, Еди и Дејвид убрзо примећују да имају пуно тога заједничког: воле исту храну, пуше исту врсту цигарета, сва тројица су тренирали рвање у средњој школи и сва тројица су показивали знаке сепарационе анксиозности као деца.
Њихова животна прича убрзо постаје медијска сензација и њих тројица гостују у многим ТВ емисијама. Такође, заједно отварају ресторан под именом „Triplets” (српски: Тројке). Упркос бројним сличностима након одређеног времена све више су долазиле до изражаја њихове разлике, што почиње негативно да се одражава на њихове односе. Сва тројица су годинама имали проблеме са менталним здрављем, а Галанд је извршио самоубиство 1995. године након дијагнозе биполарног поремећаја.
Тројица браћа су били укључени у истраживање психијатара Петера Нојбауера и Виоле Бернард. Истраживање је подразумевало повремене посете и процене дечака. Адоптивни родитељи међутим никад нису били упознати са правом намером истраживања. Агенција која је руководила процесом усвајања је првобитно тврдила да је дечаке раздвојила због немогућности да смести сва три дечака у исту породицу. Након детаљније истраге породице сазнају да су дечаци раздвојени с намером да се испита утицај окружења на њихов раст и развој. Дечаци су намерно смештени у породице које припадају различитим друштвеним класама - нижој, средњој и вишој класи.
Резултати истраживања никад нису објављени. Међутим, захваљујући овом документарном филму браћи је омогућен приступ делу резултата.